# Igor Talankine
Igor Vassilievitch Talankine (en russe : Игорь Васильевич Таланкин) est un réalisateur et un scénariste soviétique né le 3 octobre 1927 à Bogorodsk, aujourd'hui Noguinsk, en République socialiste fédérative soviétique de Russie (Union soviétique), et décédé le 24 juillet 2010  à Moscou (Russie).

## Biographie
À sa naissance ses parents lui donnent le prénom d'Industrie, sans doute inspiré par l'idéologie dominante des révolutionnaires en Russie, en 1927, comme en France après la Révolution française on avait mis dans le calendrier républicain une liste de prénoms ayant des noms de plantes, de légumes et de fleurs pour remplacer les prénoms de saints. Ce prénom n'a pas résisté au temps.
Il étudie à l'École des arts de la scène Alexandre Glazounov, d'où il sort diplômé en 1950 puis entreprend des études de réalisateur dans la classe de Maria Knebel et Alekseï Popov à l'Académie russe des arts du théâtre, (Gitis) jusqu'en 1955. Il continue ses études aux cours supérieurs de scénario et de réalisation des studios Mosfilm. En 1958 il tourne pour ces studios Serioja d'après le livre de Vera Panova qui remporte le 1er prix du Festival international du film de Karlovy Vary en 1960. Son film suivant Entrée dans la vie obtient le prix spécial du jury à la Mostra de Venise en 1963. En 1964, il entre à l'Institut national de la cinématographie, VGIK, en tant qu'enseignant. En 1969, il aborde le film biographique avec Tchaïkovski et continue avec Le Choix du but qui, comme son titre ne l'indique pas, est une biographie d'Igor Vassilievitch Kourtchatov. En 1974, il devient professeur de réalisation cinématographique au VGIK où il a eu, entre autres, comme élèves, Karen Chakhnazarov, Fiodor Bondartchouk, Pēteris Krilovs, Bakhtiar Khudojnazarov, Pavel Tchoukhraï, Tigran Keossaian, Ivan Okhlobystine, Mohamed Malas, Farkhot Abdoullaïev, ...Il continue de tourner surtout des adaptations d'œuvres littéraires russes dont Le Père Serge d'après Léon Tolstoï, Pluie d'étoiles filantes d'après Victor Astafiev, Les Possédés d'après Fiodor Dostoïevski. En 1985, il reçoit le titre honorifique d'Artiste du peuple de l'URSS.
Mort le 24 juillet 2010 à Moscou, il est enterré au cimetière Danilovskoïe (district Donskoï).

## Filmographie

### Comme réalisateur
- 1960 : Serioja (Серёжа), coréalisé avec Gueorgui Danielia
- 1962 : Entrée dans la vie (Vstouplenie)
- 1968 : Étoiles de jour
- 1969 : Tchaïkovski
- 1974 : Le Choix du but (ru) (Vybor tseli)
- 1978 : Le Père Serge (Otets Serguiy)
- 1981 : Pluie d'étoiles (ru) (Zvezdopad)
- 1984 : De Sortie du samedi au lundi (Vremia otdoukha s soubboty do ponedelnika)
- 1988 : L'Automne à Tchertanovo (ru) (Ossen, Tchertanovo...)
- 1992 : Les Possédés : Nicolas Stavroguine (ru) (Bessy)
- 1999 : Le Voyageur inaperçu (ru) (Nezrimy poutechestvennik)

### Comme scénariste
- 1960 : Serioja (Серёжа), coréalisé avec Gueorgui Danielia
- 1967 : Le Champ de ma mère (Материнское поле) de Guennadi Bazarov (ru)
- 1968 : Étoiles de jour ou (Les) Étoiles du jour (Дневные звёзды)
- 1969 : Tchaïkovski (Чайковский)
- 1974 : Choisir un but ou Le Choix du but (Выбор цели)
- 1978 : Le Père Serge (Отец Сергий)
- 1981 : (La) Pluie d'étoiles (filantes) (Звездопад)
- 1984 : Le Week-end ou De Sortie du samedi au lundi (Время отдыха с субботы до понедельника)
- 1987 : À La Fin de la nuit ou Quand la nuit s'achève (На исходе ночи) de Rodion Nahapetov
- 1988 : (L') Automne à Tchertanovo (Осень, Чертаново…)
- 1992 : Les Possédés - Nicolas Stavroguine (Бесы)
- 1999 : Le Voyageur inaperçu (Незримый путешественник)

### Comme directeur artistique
- 1969 : Zinka (Зинка), court métrage de Svetlana Droujinina (30 minutes)
- 1970 : La Commissaire aux approvisionnements (Продкомиссар) d'Oleg Bondarev (ru) de la trilogie Dans la steppe de Lazorévo (В лазоревой степи)
- 1973 : La Belle-mère (Мачеха) d'Oleg Bondarev (ru)
- 1984 : Le Week-end ou De Sortie du samedi au lundi (Время отдыха с субботы до понедельника)
- 1987 : Russia de ?
- 1988 : Divagations. De tout et de rien de ?
- 1991 : Un dur de ?

### Remerciements
- 1970 ; Le Tonnelier de Guéorgui Dioulguérov et de Niamdavaa Naidan

## Analyse
Igor Talankine vu par deux de ses élèves :
- Mohamed Malas[1] : « J'ai été l'élève d'un jeune cinéaste Igor Talankine qui appartenait au cinéma d'auteur. L'exercice essentiel que cet enseignant nous a appris est qu'il nous a fait répéter durant les 5 ans de notre formation, c'était de s'entraîner à écouter sa voix intérieure, de regarder en soi et de se saisir de soi-même. »
- Farkhot Abdoullaïev[2] : « J'ai terminé mes études au VGIK [...], en tant que réalisateur de films de fiction sous la direction d'Igor Talankine [...], qui nous a toujours répété que la vie et la réalité sociale étaient des choses primordiales. »

## Distinctions
- 1960 : Grand Prix au festival international du film de Karlovy Vary pour Serioja
- 1963 : Le 7 septembre, prix spécial du jury à la Mostra de Venise pour Entrée dans la vie ou Entrée en scène
- 1970 : Tchaïkovski au Festival de Saint-Sébastien
  - Prix de la meilleure interprétation masculine pour Innokenti Smoktounovski
  - Mention spéciale au film
- 1972 : Le 10 avril, Tchaïkovski nommé pour l'Oscar du cinéma
  - du meilleur film étranger
  - de la meilleure adaptation musicale
- 1979 : Le Père Serge au Festival international du film de Moscou
  - Prix de la meilleure interprétation masculine pour Sergueï Bondartchouk
  - Prix des meilleurs décors
- 1981 : Mention spéciale à la Mostra de Venise  pour (La) Pluie d'étoiles (filantes)